# Braunschweiger Straße 105 (Magdeburg)

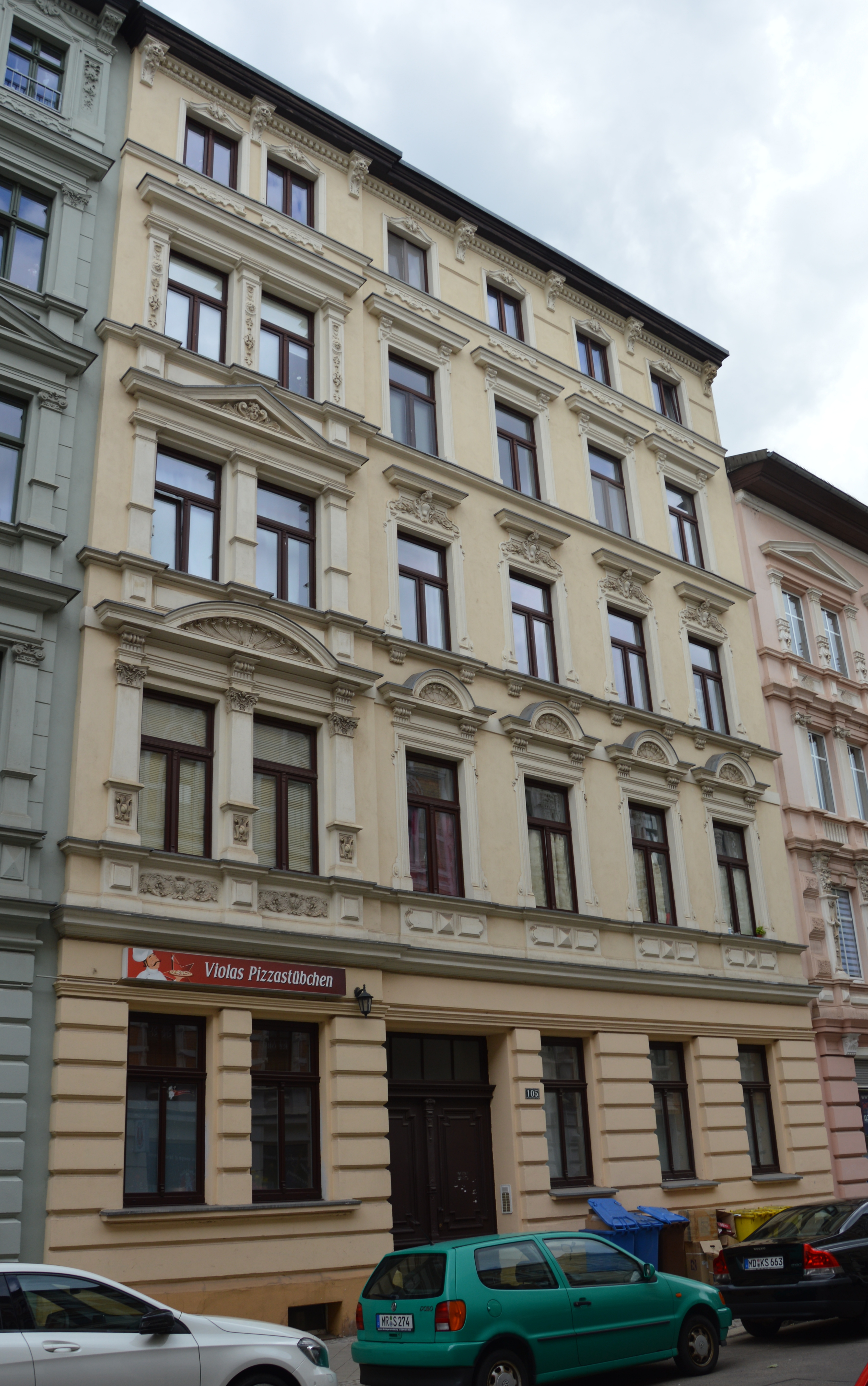
Braunschweiger Straße 105

Das Haus Braunschweiger Straße 105 ist ein denkmalgeschütztes Wohnhaus in Magdeburg in Sachsen-Anhalt.

## Lage
Es befindet sich auf der Westseite der Braunschweiger Straße. Nördlich grenzt das gleichfalls denkmalgeschützte Haus Braunschweiger Straße 104, südlich das Haus Braunschweiger Straße 106 an. Das Gebäude gehört als  Einzeldenkmal zum Denkmalbereich Braunschweiger Straße 1–10, 98–108.

## Architektur und Geschichte
Das fünfgeschossige Wohnhaus wurde im Jahr 1889 nach Plänen des Architekten Hugo Bahn für den Bildhauer G. Zabel errichtet. Der repräsentative verputzte Bau ist mit einer sechsachsigen Fassade im Stil des Neobarock versehen. Die beiden linken Achsen sind als flacher Risalit ausgebildet.
Im Denkmalverzeichnis für Magdeburg ist das Wohnhaus unter der Erfassungsnummer 094 81944 als Baudenkmal verzeichnet.
Das Gebäude gilt als Teil der erhaltenen gründerzeitlichen Häuserzeile als prägend für das Straßenbild und wichtiges Dokument für die bauliche Entwicklung Sudenburgs in der Bauzeit.